# Erioptera (Erioptera) villosa
Erioptera (Erioptera) villosa is een tweevleugelige uit de familie steltmuggen (Limoniidae). De soort komt voor in het Nearctisch gebied.